# Paul Bennett (calciatore)
Paul Reginald Bennett (Southampton, 4 febbraio 1952) è un ex calciatore inglese, di ruolo difensore.

## Caratteristiche tecniche
Era un difensore centrale.

## Carriera
Dopo aver giocato nelle giovanili del Southampton nel 1969, all'età di 17 anni, viene aggregato alla prima squadra, nella prima divisione inglese; di fatto fa comunque il suo esordio solamente due anni più tardi, durante la stagione 1971-1972. Nella stagione 1972-1973, all'età di 20 anni, conquista un posto da titolare al centro della difesa dei Saints, che mantiene nel biennio successivo, terminato con una retrocessione in seconda divisione alla fine della First Division 1973-1974. Gioca quindi in seconda divisione con il Southampton dal 1974 al 1976, vincendo anche la FA Cup 1975-1976 (primo trofeo maggiore conquistato dal club biancorosso nella sua storia).
Al termine della stagione 1975-1976, dopo un gol in complessive 116 partite di campionato disputate (69 delle quali in prima divisione, categoria nella quale segna anche il suo unico gol in campionato con il club), viene ceduto al Reading, in terza divisione; la sua prima stagione con i Royals termina con una retrocessione in quarta divisione, categoria in cui Bennett gioca dal 1977 al 1979, conquistando anche una promozione in terza divisione nella stagione 1978-1979: durante la sua permanenza in squadra gioca stabilmente da titolare, per un totale di 105 partite di campionato giocate con il club, con anche 3 reti segnate. Nel triennio successivo gioca da titolare nell'Aldershot, in quarta divisione, mettendo a segno 2 reti in 113 partite di campionato; in seguito gioca anche nei semiprofessionisti del R.S. Southampton ed in quelli del Salisbury City.
In carriera ha totalizzato complessivamente 334 presenze e 6 reti nei campionati della Football League.

## Palmarès

### Club

#### Competizioni nazionali
- Coppa d'Inghilterra: 1

Southampton: 1975-1976